# (652) Jubilatrix
(652) Jubilatrix est un astéroïde de la ceinture principale découvert le 4 novembre 1907 par l'astronome autrichien Johann Palisa. Sa désignation provisoire était 1907 AU.

## Nom
L'objet a été nommé d'après le jubilé ou la soixantième de règne de François-Joseph Ier.